# Женщины в древних Афинах

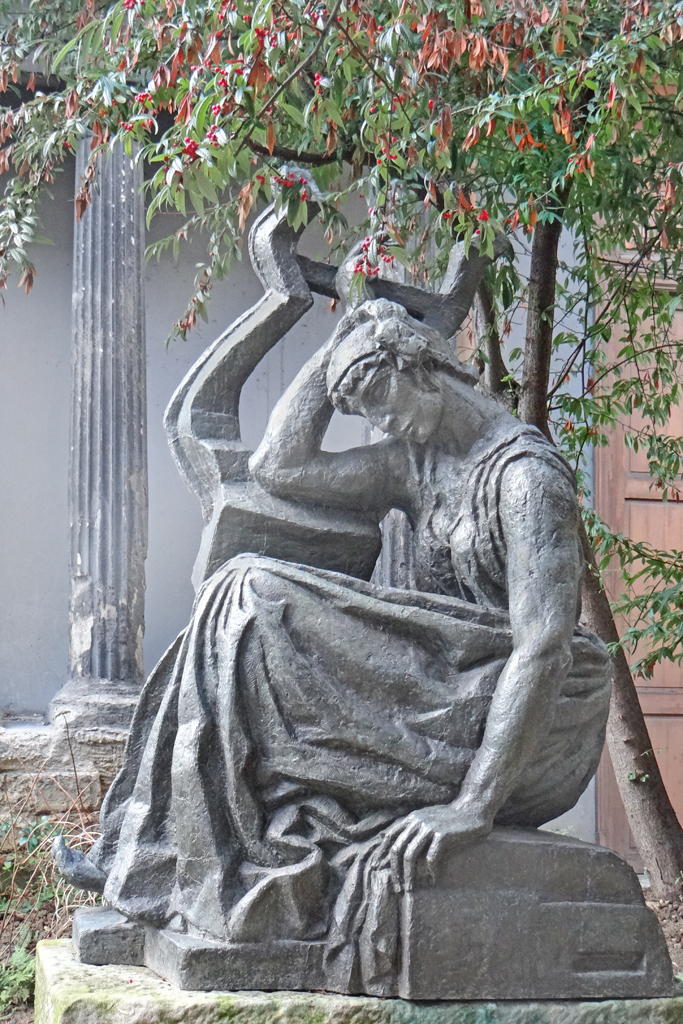
Sapho (Musée Bourdelle, Paris)" от dalbera лицензируется в соответствии с CC BY 2.0

Положение женщин в древних Афинах значительно отличалось от нынешнего. Сведения о жизни женщин в те времена учёные получают из различных трагедий, комедий и риторических произведений Античности, а также из археологических находок — эпиграфик и произведений гончарного искусства.
Женщины в древних Афинах были существенно ограничены в своих правах. Во многие сферы жизни они попросту не имели доступа и сталкивались с сильнейшим общественным порицанием, если пытались туда вмешаться. Однако такие жёсткие ограничения сочетались и с наличием у них весьма передовых прав, например, с возможностью развестись с супругом в случае его измены и получить назад всё своё приданое.
О статусе женщины в древнегреческом и, в частности, в афинском обществе спорили многие философы. Например, Аристотель утверждал, что женщина стояла биологически ниже мужчины, а Платон излагал в своих произведениях абсолютно противоположную позицию о том, что женщины биологически равны с мужчинами. Положение женщин в древних Афинах представляется сложной и противоречивой совокупностью жёстких ограничений, запретов и прав, свобод.

## Основные источники информации о жизни женщин в древних Афинах
На основе трагедий и комедий можно сделать выводы о положении женщин в древнеафинском обществе. Однако на них нельзя полагаться безоговорочно, потому что зачастую они содержали необъективные оценки самих авторов, что естественно для подобных произведений. В данном случае лучше полагаться на риторические произведения, дошедшие до наших дней. В древних Афинах, как и во всей Древней Греции, были популярны риторические соревнования, которые часто записывали некоторыми слушателями. Спорящие нередко употребляли в своих речах выдержки их различных законов, некоторые из которых относились к женщинам, и на основании которых можно судить об их положении.
Кроме литературных источников, учёные также опираются на археологические находки и древнегреческую иконографию. Они изучают произведения гончарного ремесла, предметы быта, иконографические произведения, на которых в виде росписи могут быть изображены женщины в различных жизненных ситуациях (часто — в рамках религиозного культа). Также мы можем наблюдать изображения женщин и на картинах различных исторических периодов существования Древней Греции. По ним можно судить об их внешнем виде и их частых занятиях.

## Общественная жизнь
Большинство своего времени женщины в Афинах занимались домашним хозяйством, находились дома, так как им не разрешалось свободно выходить на улицу без сопровождавших их служанок и только с позволения мужа. Однако женщинам всё равно приходилось выходить из дома по необходимости, например, за водой. Для того, чтобы они оставались дома и в таких случаях, в богатых семьях держали рабов, которые выполняли такие обязанности, чтобы у женщин было меньше поводов выходить из дома. Однако такое тотальное ограничение свободы женщин хоть и признавалось идеалом, но тем не менее исполнялось небольшим количеством афинян, потому что большинство людей понимали, что это практически невозможно. В том числе об этом писал и Аристотель. Женских школ в те времена не существовало, и девочки получали образование дома, притом его качество было на порядки ниже, чем у мужчин. В основном женщин обучали искусству танца, пению и выполнению различных домашних обязанностей: ткачеству, уходу за младшими детьми, приготовлению пищи, уборке и шитью. Основными задачами в жизни женщин в древних Афинах были брак, рождение и воспитание детей. Эта женская обязанность была настолько первостепенной для них, что если девушка умирала раньше своего замужества, то её изображали на мемориальных вазах в свадебном платье и оплакивали её прежде всего по случаю не достижения ею статуса зрелой женщины.
Женщина в древних Афинах, чтобы сохранить свою репутацию и быть уважаемой, должна была держаться подальше от глаз общественности. Находиться в мужском обществе для женщины в древних Афинах было крайне неприлично, она стыдилась нахождения в одном помещении даже со своими родственниками-мужчинами. По некоторым литературным данным также можно предположить, что в домах существовали отдельные части специально для женщин и для мужчин. В основном доказательства этого черпаются из литературных источников. Однако археологические исследования не выявляют таких жёстких разграничений в домах афинян. Считалось, что чем меньше другие мужчины знали о ней, тем лучше было для неё и её репутации. Даже упоминание в речи женщины-гражданки Афин могло опозорить того, кто это сделал публично. Исключением из этого правила были только жрицы.
Та женщина заслуживает величайшего уважения, о которой меньше всего говорят среди мужчин, в порицание или в похвалуДревнегреческий историк Фукидид

Однако даже такая жёсткая идеология ограничения свободы женщин не способствовала их полному отделению от внешнего мира. Они всё равно появлялись на важных афинских фестивалях, жертвоприношениях и других мероприятиях и взаимодействовали там и с мужчинами в том числе. Это делали и уважаемые в обществе женщины, при этом их репутация не страдала. Кроме того, существовал праздник в честь Деметры, который назывался Тесмофории и устраивался только благодаря женщинам. Таким образом, хотя идеалом и считалась ситуация, когда женщины были заперты в доме мужа, но тем не менее различные необходимости, от бытовых нужд до обязательных всенародных мероприятий, вынуждали их выходить из дома и взаимодействовать с социумом.
Конечно, большинство небогатых женщин были вынуждены самостоятельно выполнять почти всю домашнюю работу и часто помогать мужу в ремесле и сельскохозяйственных работах или даже самостоятельно зарабатывать. Было известно, что мать трагика Еврипида была торговкой овощами на афинской агоре. «Мы этого не отрицаем», — сказал сам трагик согласно «Истории» Ксенофонта. Самым малодоходным женским занятием считались прядение, торговля венками для симпосионов и корзинками. Наиболее тяжелыми и изнурительными работами, обычно предназначенными для рабынь, среди других была переноска воды из городских фонтанов и поклажи на голове.

## Брак
Признанные отцом-гражданином Афин мальчики и девочки в демах афинского государства вносились в списки детей граждан и имели право и обязанность с детства участвовать в религиозных и гражданских церемониях, например, девочки служили на городских праздниках Артемис, танцуя в костюмах медвежат, или прислуживали на местных праздниках, участвуя в церемониях. Дети от женщин не из списка «эвоев» — списка граждан — не могли претендовать на афинское гражданство, кроме особых случаев. Новорожденную девочку часто подбрасывали на ступени храма в горшке, то есть «горшковали», как нежелательного ребенка и просто лишний рот в семье. «Мальчика растят, даже когда бедны, а девочку подбрасывают, даже когда богаты», — отмечалось у Посейдиппа.
Во всей Древней Греции, а в особенности в Афинах, доминирующее положение «по умолчанию» занимал взрослый гражданин мужского пола. В браке такое положение мужчины так же не могло каким-то образом изменяться. Мужчина всегда был главой семьи, жена была обязана его слушать и никогда не вступать с ним в спор. В семье все родственники женщины мужского пола стояли выше неё и имели над ней власть. Главной функцией женщины в семье была работа по дому, воспитание детей. Статус жены для мужа можно охарактеризовать как статус главной служанки. Она могла контролировать рабынь и остальных служанок, но для своих родственников-мужчин и своего мужа сама, по сути, являлась таковой. Кроме того, очень часто случалось так, что из-за чрезвычайной молодости новоиспечённой супруги, она была абсолютно не приспособлена к жизни. Она могла не уметь выполнять даже свои прямые домашние обязанности, была глупа и незрела из-за отсутствия образования у женщин древних Афин. В таком случае муж брал на себя ответственность за её обучение и, по сути, воспитывал в ней послушную жену, выполняющую исправно все свои функции. Её измена была фатальным действием, моментально порождавшим развод. Более того, чаще всего женщина и не думала об измене из-за особенностей воспитания. В то же время мужская измена не воспринималась так негативно, мужья нередко пользовались услугами молодых рабынь и проституток, которые работали в Афинах легально или других женщин, например, образованных гетер.
О любви в древнегреческом браке не приходится говорить, ведь чаще всего бракосочетание заключалось по расчёту, а женщина не сама выходила замуж — её выдавали замуж за наиболее выгодную партию. Первоначально происходила помолвка жениха и невесты, причём осуществлялась она с пассивным участием со стороны женщины, все вопросы жених решал с главой её семьи или её иным родственником-мужчиной. В браке жена становилась подвластной своему мужу, который, по сообщению некоторых источников, даже мог выдать её замуж за другого мужчину, если того пожелал. К примеру, Ксенофонт считал абсолютно нормальным заключение договора между старым мужем и юношей, по условиям которого последний становился отцом детей жены первого, поскольку в Древней Греции центральной функцией брака было всё-таки продолжение человеческого рода. Такие договоры могли иметь место ещё и потому, что девушек выдавали замуж очень рано, в возрасте чаще всего от 12 до 15 лет, а мужья их могли быть старше и на 20, и даже на 30 лет. Приданое было обязательным условием заключения брачного договора, исключения происходили крайне редко, и чаще всего брак при таких условиях состояться не мог, и в совсем крайних случаях на отсутствие наследства закрывали глаза из-за больших связей семейства невесты. Кроме того, если брачный договор заключал именно глава семьи девушки, то в таком случае приданое тоже было не обязательным условием.
Брак заключался либо в обычном порядке, то есть договор осуществлялся между родственником-мужчиной невесты и женихом, либо в особом, судебном порядке, если девушка была не родной сестрой или дочерью или если была наследницей.
Несмотря на все ограничения, развод в древних Афинах не считался позором для женщины. Инициировать его могли и муж, и жена. Причём, так как при женитьбе вместе с невестой полагалось и приданое, при разводе мужчина должен был вернуть приданое, после чего женщина могла спокойно продолжить свою жизнь и выйти замуж повторно. Однако и здесь наблюдаются ограничения для женщин. Если мужчина мог без обращений в уполномоченный орган просто отослать жену из своего дома (при этом вернув ей приданое), то женщина должна была писать письмо архонту, уполномоченному лицу, в котором излагала причины, по которым она хочет развестись с мужем. За женщину мог подать на развод и её отец, причём не обязательно по просьбе своей дочери.

## Религия
Только в религии как в сфере жизни женщины в древних Афинах официально имели равные права с мужчинами, участвовали в различных публичных обрядах и культах. В Афинах существовал культ Афины, и женщины в нём занимали центральное место, а жрица Афины обладала не только почётом, но и реальной политической силой. Важнейшим событием этого культа было шествие, которое являлось частью Панафиней, на которое допускались и женщины, и мужчины, и афиняне, и метэки. В этот праздник женщин не отделяли от мужчин. Совершалось религиозное жертвоприношение, для которого обычные люди вели животных к алтарю, а девушки из благородных семей, которые обязательно должны были быть девственницами, чтобы быть отобранными на эту почтенную роль, несли священные корзины.
Кроме того, женщины принимали активное участие и в бытовых религиозных ритуалах. Они играли важную роль в приготовлении невест к свадьбе, самих свадьбах, в процессе рождения детей, в похоронах и траурных ритуалах. В Древних Афинах все эти события были тесно связаны с религиозными обрядами. Законами было установлено, какие женщины могли участвовать в церемонии похорон и оплакивать умерших. Это могли делать двоюродные сёстры погребаемых и женщины, имеющие более близкое родство. Более того, они могли организовывать процесс погребения, давать указания о том, как их родственник должен быть похоронен. После похорон женщины регулярно совершали подношения к могилам своих родственников, посещая их через строго определённые промежутки времени после церемонии погребения.

## Внешний вид

### Одежда женщин в древних Афинах
Женский костюм мало отличался от полиса к полису на территории Древней Греции. Исключением была лишь Спарта, в которой женщины в силу особенностей общественного строя и своих занятий носили лишь один лёгкий хитон.
В древних Афинах и остальной Элладе одежда женщин была более закрытой, хотя в раннюю эпоху в моде и была обнажённая или почти открытая грудь.
В домашней обстановке женщины могли позволить носить себе лишь лёгкий хитон — небольшой кусок ткани длиной выше колена, который открывал одно плечо и обнажал практически всё бедро.
Чтобы выйти на улицу афинянки надевали поверх хитона гиматий, который не сильно отличался от мужского и представлял собой кусок шерстяной, довольно увесистой ткани прямоугольной формы, покрывавший значительную часть тела. Практически во всей Греции на форму женского гиматия была одна мода, за исключением Спарты. Характерная плиссировка древнегреческих хитонов осуществлялась вручную.
Различают два вида женских хитонов. Более узкие носили название ионических, а широкие, способные покрыть даже голову гречанки — дорийские. Характерная именно для женского хитона форма блузы без рукавов в верхней части достигалась с помощью отворачивания всего верхнего края хитона, а вся эта конструкция называлась диплодионом.
Чтобы гиматий не висел цельным куском ткани, его подвязывали на бёдрах специальным поясом, который и придавал ему тот самый классический греческий вид. Помимо практической составляющей, он носил также сексуальный характер, ведь являлся символом девственности и назывался также «девичьим поясом». Символизм также заключался и в самом положении этого пояса. Девушки носили его в области талии, а замужние женщины передвигали и затягивали его прямо под грудью.
Обувью афинянкам и многим гречанкам служили либо сандалии, либо, в холодное время, своего рода полусапоги. Обувь изготавливалась из свиной кожи или из кожи телёнка, часто на неё наносилась позолота. Модно было переплетать ногу настолько тонкими шнурочками, что издалека казалось, будто нога женщины вовсе без обуви. Подошва по обыкновению была абсолютно плоской.
На груди женщины делали специальные повязки, которые выполняли и функцию бюстгальтера, и предотвращали её увеличение до слишком большого размера, ведь идеалом в Древней Греции считалась аккуратная грудь.
Однако то, что гиматий покрывал существенную часть тела, ещё не означает, что одежды афинянок отличались скромностью. В Древней Греции в моде были срезвычайно тонкие льняные и шёлковые ткани, которые были настолько неплотными, что девушка казалась практически голой. Особенно часто такие одеяния можно было видеть на гетерах. На острове Кос ткались известные косские платья, которые стали объектом описания у многих поэтов, одни из которых красочно описывали такую одежду, а другие порицали девушек за развратную моду. Шёлковая ткань, из которой были вытканы косские платья афинянок и других гречанок, были настолько тонкими, что порой можно встретить упоминания о них как о «мокрых платьях» — настолько они оголяли тело.
Корсеты афинянки и жительницы других полисов не носили. Однако это не значит, что древнегреческие женщины были довольны своей внешностью. Культ тела прослеживается во всей античной истории, поэтому афинянки шли на некоторые ухищрения, чтобы скрыть свои недостатки. Так, некоторые женщины, в особенности гетеры, обматывали тело специальными лентами, чтобы скрыть его излишние объёмы, а по некоторым данным и для маскировки беременности на её ранних сроках.
Один писатель-комедиограф Алексид писал в сохранившемся до наших дней отрывке о хитростях, которыми пользовались женщины для улучшения вида собственного тела. Так, в этом отрывке говорится о том, что девушки подкладывали себе под стопу в обувь специальные прокладки из пробкового материала или же, если женщина была наоборот слишком высокой, то она ходила с абсолютно плоской подошвой. Чтобы подчеркнуть недостающий объём ягодиц (по-гречески, красота ягодиц называлась эвпигией), некоторые женщины могли даже подложить себе что-нибудь под одежду в нужном месте.

### Причёски древнеафинских женщин
Афинянки и, в целом, гречанки носили исключительно длинные волосы. Они закалывали их на затылке, завязывая в особый пучок, который сейчас носит название греческого узла. Закреплялся этот узел шпильками, которые часто изготавливались из золота и украшались драгоценными головками на концах. Поверх волос надевалась специальная сеточка для лучшей зафиксированности волос. Завершалась причёска часто диадемой.
Однако диадема была не единственным украшением головы. Помимо неё, невесты на свадьбу часто надевали знаменитые роскошные золотые короны. Часто их изготавливали в виде венков, состоящих из льстьев дуба или лавра. Кроме того, нередко посередине такой свадебной короны располагалось изображение Ники, древнегреческой богини победы.

### Украшения древнеафинских женщин
В Древней Греции украшениям уделялось большое значение. Например, перстни и кольца носили даже мужчины. Поэтому наряды женщин всегда дополняли какие-то ювелирные украшения. Афинянки носили серьги разнообразных форм и размеров. Часто различные предметы роскоши изготавливались из золота, с использованием стекла, жемчуга и других драгоценных камней. Формы серёжек были разнообразны. Это могли быть просто цепочки с маленькими колокольчиками на концах, а могли быть подвески в виде колесницы Зевса, маленьких фигурок богини Ники, изображения которой часто были сюжетом на женских украшениях.
На серьгах перечень украшений афинянок не заканчивается. На шее женщины носили роскошные ожерелья, также часто выполненные из золота. Помимо золота материалами для изготовления бус также были различные драгоценные и полудрагоценные камни. Порой такой вид украшений делали в виде различных животных и рыб, изображений богов (часто это была Афродита), листочков разнообразных деревьев и растений.
Браслеты также использовались в качестве украшения у женщин в древних Афинах. Причём зачастую, носили они его не как привычно сейчас, на запястье, а выше локтя. Такое положение украшения связано с тем, что зачастую в женских одеждах, хитонах и пеплосах, женщины ходили с полностью открытыми руками. В изготовлении браслетов также был популярен анималистичный мотив. Часто они изготавливались из золота и других цветных драгоценных материалов в форме змей. Помимо всего перечисленного, украшения на руках, кольца, перстни, женщины также носили, но здесь они не были исключением — среди мужчин такой предмет был тоже популярен. Однако, несмотря на такое кажущееся обилие украшений, древнеафинские девушки украшали себя намного сдержаннее, чем немного позднее жительницы Рима.

### Косметика
Само слово «косметика» берёт своё начало именно из греческого языка, от слова «κοσμέω» и «κοσμητική», которые означают «украшать» и производные от него. Обычно косметикой, благовониями и другими подобными средствами пользовались представительницы зажиточных слоёв, поэтому часто афинянки имели у себя бронзовые зеркала с различными элементами декора. В благовониях основой выступали масла: оливковое, миндальное или масла из других орехов. Для придания непосредственно аромата делалась вытяжка из разнообразных растений — фиалок, лаванды, роз. Помимо духов собственного производства, в Грецию также завозили благовония из стран Востока, они были дороже.
На лицо гречанки наносили различные средства, которые изготавливались из красящих растений и перетёртых материалов (позднее выяснилось, что многие из таких косметических средств содержали опасную ртуть, свинец и ряд других ядовитых веществ). Обычно женщины ярко выделяли губы и глаза, а также пользовались румянами. Особенно яркий макияж носили гетеры.

## Гетеризм и проституция
Особую прослойку общества в древних Афинах составляли гетеры. Это были свободные женщины, отличавшиеся чаще всего высокой образованностью, способностью красиво говорить. Они не состояли в браке, не были ограничены в своих правах и тщательно следили за своей внешностью (чем практически не занимались замужние женщины из-за занятости домашними делами). Главное их занятие — быть компаньонами для мужчин, развлекать их умными беседами. Безусловно, они оказывали и услуги интимного характера, однако нельзя приравнивать гетеризм к проституции, поскольку гетера могла стать настоящей подругой жизни для мужчины или же отказаться от связи с ним, чего не могла сделать проститутка. Статус гетеры не был позорным для древнегреческой женщины, более того, о самых известных гетерах греки вспоминали с уважением. Гетера Аспасия долгие годы была женой самого Перикла, а их сын стал гражданином Афин и одним из неудачливых стратегов в конце Пелопоннесской войны.

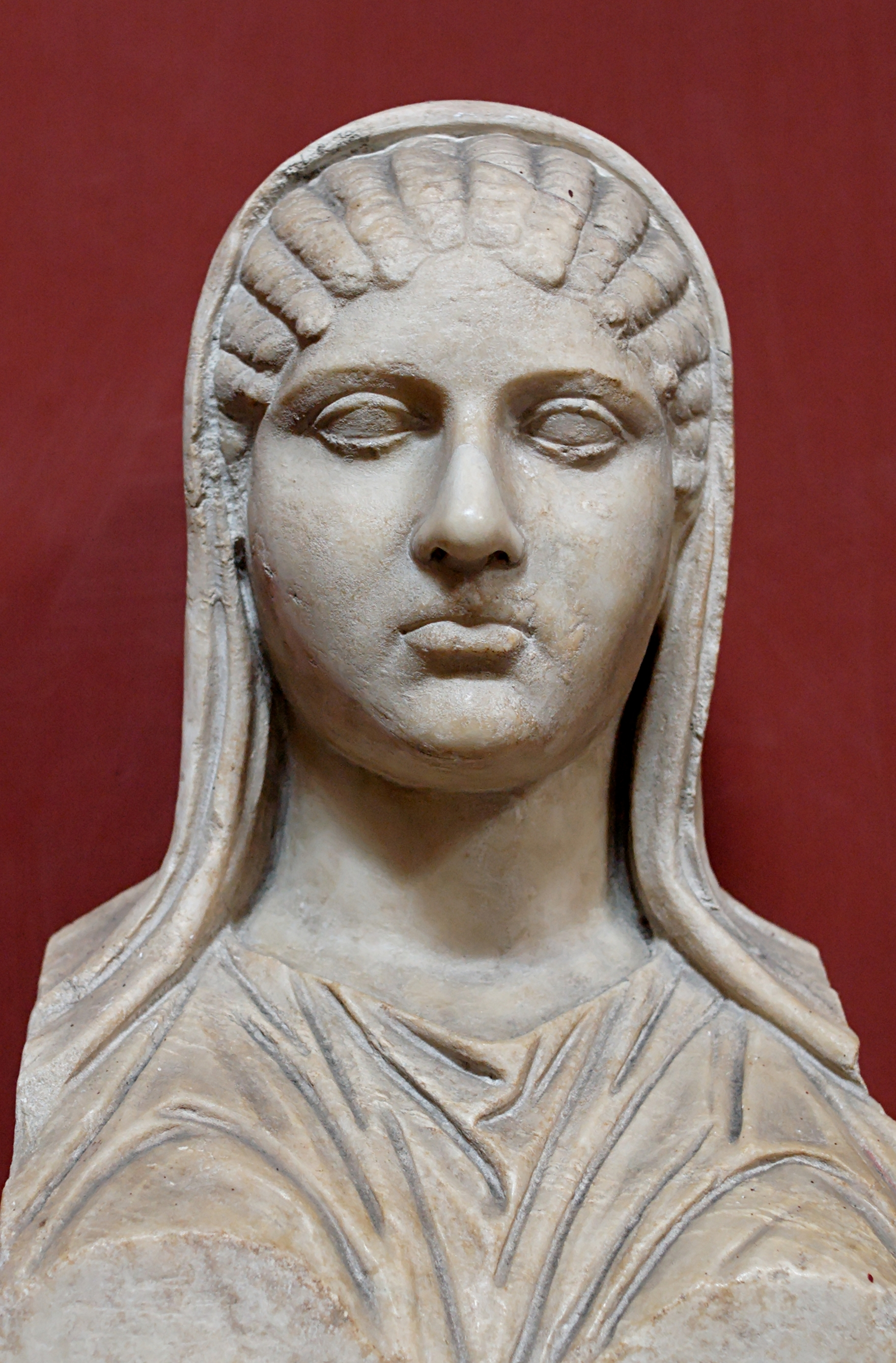
Бюст Аспасии, знаменитой гетеры, на которой женился Перикл

Наряду с гетерами, в древних Афинах существовали и обычные проститутки. Вообще, женщины, оказывавшие такого рода услуги делились на три вида: работницы публичных домов, «уличные» проститутки и гетеры. Самым низшим уровнем были те, которые работали в публичных домах. К этим женщинам относились как к товарам, к способу удовлетворения понятных желаний. Абсолютно нормальной ситуацией было, когда их выставляли прямо на улице в совсем лёгкой, полупрозрачной одежде или вовсе без неё, и любой мужчина мог выбрать себе женщину на свой вкус.
Наряду с работницами публичных домов существовали и свободные проститутки. Они, хоть и стояли в общественных глазах много ниже гетер, однако же не зависели от владельцев и могли предоставлять свои услуги, когда сами того пожелают. Главным отличием проституток всех видов от гетер было то, что они не вели бесед со своими клиентами, зачастую были необразованны.

## Рабыни
В Древних Афинах, как и во всей Древней Греции, в числе рабов преобладали мужчины. Однако во время военных действий победившая сторона забирала в рабство всех пригодных: и мужчин, и женщин, и подростков. Более того, есть свидетельства, что в раннюю эпоху в рабство брали в основном женщин, потому что их считали безопасными и послушными, в отличие от мужчин. Более того, на рабынях часто лежала обязанность ткать и одевать своих хозяев, хотя торговля восточными тканями уже процветала в классический период. Обыкновенно, женщины-рабы выполняли не только различные тяжёлые работы, но и оказывали услуги иного характера — использовались в качестве наложниц.
Но были и женщины-рабыни, занимавшие более «высокое» положение относительно других. Главным образом, это была ключница и няня для детей. По правовому статусу они ничем не отличались от обычных рабынь, однако пользовались бо́льшим доверием хозяев, так как эти обязанности последние вменяли только самым проверенным рабыням. Под их частичным контролем находилась нижестоящая свита.
Дети, рождённые рабынями, также автоматически становились рабами и с рождения принадлежали хозяевам матери. Иногда их допускали до хозяйских детей, но лишь для того, чтобы те уже с детства приучались командовать рабами.

## Юридические права
Многие права женщин в древних Афинах совпадали с правами мужчин, однако были и значительные отличия. Женщины не имели права участвовать в политической жизни, не допускались в суды и не могли быть приняты в экклесию, высший орган государственной власти.
Судьями выступали исключительно мужчины. Кроме того, женщина не могла сама выступать как субъект судебного процесса, за неё отвечал её родственник-мужчина.
Формально весь политический процесс был в руках мужчин, и женщины были полностью отстранены от него. Если женщины каким-то образом комментировали политическую деятельность своих супругов, то им делался выговор, так как это считалось недопустимым. Однако некоторые историки утверждают, что на Агоре и в древних Афинах женщины участвовали в политических дебатах и политической жизни.Кроме того, Плутарх в одном из своих произведении описывает два эпизода, в которых женщина непосредственно принимала участие в обсуждении политических вопросов, критиковала военные действия Перикла против других греческих городов.
Права женщин-метэков не сильно отличались от соответствующих прав мужчин-метэков. Однако два существенных отличия заключалась в том, что женщины-метэки платили меньший налог и не состояли на военной службе.
Существуют споры о том, как новорождённым детям присваивался статус жителя Афин. Одни историки утверждают, что даже если отец не был афинянином, но мать была жительницей Афин, то ребёнок также становился их жителем. Однако другие полагают, что дети не могли проживать в демах или фратриях, если именно их отец или дед по линии матери не были гражданами Афин.
Тем не менее, даже сам Перикл долгое время не мог сделать гражданином Афин своего сына от неафинянки гетеры Аспасии, о чем писал Плутарх.

## Экономические права
Во всей Древней Греции, в том числе и в Афинах, экономическая деятельность женщин была ограничена. Они не могли совершать крупные сделки, приобретать земли и рабов, распоряжаться большими суммами денег. Зачастую женщины имели большое приданое, которое и обеспечивало им достойную жизнь. Также им могла перейти по наследству и земля, и только таким способом женщины могли получить земельные владения.
Богатые гражданки Афин, чтобы избежать контактов с городскими простолюдинами и не показываться на глазах у большого количества мужчин посылали на рынки и ярмарки рабов, которые покупали необходимые товары, а женщинам из бедных семей, несмотря на нежелательность таких действий, приходилось самостоятельно совершать покупки и иногда даже самим становиться торговками.

## Философы о древнегреческих женщинах
Самой распространённой по женскому вопросу позицией в Древней Греции было признание того, что женщины являются людьми второго сорта, лишёнными каких-либо дарований и предназначенными исключительно для рождения детей и ведения домашнего хозяйства. Так, Аристотель в «Политике» утверждает, что женщина от природы стоит ниже мужчины, что мужчина склонен руководить и именно поэтому он должен стоять выше женщины, при этом там же совершенно справедливо указывая на детородный возраст женщины — «до 50 лет», а также на мужскую способность — «до 60 лет», — при определении правильной демографической политики государства. Так же и Ксенофонт был убеждён, что женщина должна быть «ручной» для мужа, должна выполнять все домашние обязанности и жить в полном подчинении супругу.
Согласно Диогену Лаэрцию, мудрейший правитель Линдоса VI вв. до н. э., один из семи мудрецов античности Клеобул Родосский, имевший дочь поэтессу Клеобулину, считал обязательным правильное воспитание, грамотность и образование девочек, как будущих жен и матерей.
Философ Фалес Милетский так же считал женщин как минимум людьми второго сорта и отнёс их в одну группу с животными и варварами, а также благодарил судьбу за то, что не родился женщиной.
,,За три вещи благодарен я судьбе: во-первых, что я человек, а не животное; во-вторых, что я мужчина, а не женщина; в-третьих, что я эллин, а не варвар".
Фалес Милетский
Одним из исключений является мнение Пифагора относительно женщин. Он, хоть и считал, что они играют некую особую роль, однако признавал её ничуть не менее важной, чем роль мужчины. В Пифагорейском союзе существовал женский филиал, в котором женщины, наряду с мужчинами, занимались философией. Пифагор полагал, что важнейшая функция женщины — это поддерживать любовь в отношениях, и что женщина занимает ничуть не менее важное место в браке. Он считал, что женщина и мужчина должны дополнять друг друга. Хотя в данном случае Пифагор всё же выделяет женщин как отдельную, абсолютно отличную даже в биологическом плане от мужчин группу, но тем не менее он признаёт их значимость и не ставит ниже мужчин.
Одним из первых философов, задумавшихся о равенстве мужчин и женщин, был Платон. В своём диалоге «Государство» он, хоть и в чисто теоретической форме, но выдвигает идею об отсутствии фундаментального различия природы мужчин и женщин. Он признаёт, что женщина «во всём немощнее мужчины», однако в этом же произведении он говорит о том, что женщины во многих делах превосходят мужчин. Платон также убеждён, что всестороннее образование должны получать и женщины, и мужчины, что было неслыханно для Древней Греции со времен Клеобула. Философ, описывая идеальное устройство государства, говорил, что так называемыми стражами могли становиться в равной степени и мужчины, и женщины. Он считал, что нет препятствий для совместного обучения и упражнений мужчин и женщин, и что последние так же должны участвовать в военных походах и вести государственную и политическую деятельность. Кроме того, Платон считал, что в его государстве женщины и дети должны быть общими, что никак не соотносится с типичным для Древней Греции отстранением женщин от общества, описанным выше.
Отсутствие так называемого мужества, которое приписывалось в Древней Греции всему женскому роду, о котором в частности говорил, например Фукидид, попытался оспорить Плутарх в своём сочинении «О доблести женской». Там он приводит 25 историй, в которых участвовали не только гречанки, но и представительницы других народов, которые в разных ситуациях проявлял героизм и мужество. ￼В этом труде он выразил непопулярную для античной Греции точку зрения, фактически вступая спор со всем обществом.
Так, в классическое время был хорошо известен подвиг жительниц Аргоса, не дрогнувших перед прорвавшимися в город спартанцами, и, переодевшись в доспехи, совершивших вылазку из акрополя и обративших спартанцев в повальное бегство своей многочисленностью и неожиданностью нападения. Не зря во времена Пелопоннесской войны великий Аристофан в своей комедии «Лисистрата» представил себе возможный женский заговор с целью захвата власти в Афинах.

## Выдающиеся афинские женщины
Об улучшении положения женщин можно судить и по сохранившейся до наших дней истории об афинянке Агнодике, которая была выдающимся врачом, несмотря на то, что в Афинах действовал запрет на занятие врачеванием для женщин. Она переодевалась в мужчину, чтобы проходить обучение акушерство и гинекологии у Герофила и затем работала врачом. В какой-то момент её личность была раскрыта, её судили, но суд оправдал её, а затем был издан указ о разрешении женщинам быть врачами. В V в. до н. э. ни у кого не вызывало сомнения большое влияние известной гетеры Аспасии на своего мужа Перикла.
Кроме того, нельзя сказать, что женщинам было полностью запрещено заниматься «мужскими» делами. До нашего времени дошло множество имён женщин-поэтов и женщин-философов. Среди первых можно выделить, например, Сапфо (её почитателем был небезызвестный поэт Алкей, а Платон считал мудрой), Коринну (она была наставницей поэта Пиндара), Телесиллу, которую славил Плутарх и о которой писал писатель Павсаний, поэтессу Клеобулину из Линдоса и многих других.
Мир философии также не был закрыт для женщин, хотя в Древней Греции и в частности в Древних Афинах было весьма популярно мнение об их врождённой недалёкости (Аристотель, например, вообще считал женщин неполноценными существами). Мы встречаем женские имена и среди членов пифагорейской, и среди членов платоновской философской школы.